# Arnaut Alaman
Arnaut Alaman o Arnaut d'Alaman (fl. XIV secolo) è stato un trovatore che scrisse in lingua occitana, attivo nella prima metà del XIV secolo e attestato come partecipante ai Jeux floraux di Tolosa.
Della sua opera si conosce solo un partimen (1332) scambiato con Raimon de Cornet
N'Arnaut Alaman. Partimen

ab lo dig frayre Ramon.
a vos, qu'avetz suptil entendemen,

Mossen R., e crey que pessamen

auretz mot gran qual volretz razonar:

estar la nueg en paradis el dia,

malgrat de Dieu, s'aishi far se podia,

o en iffern, qu'a Dieu fos plazers grans.

Chauzetz, qu'ieu say qual chauzira enans.
- Amix n'Arnaut, en paradis estar

Vuelh yeu tostemps, rire ses marrimen,

malgrat de Dieu, de sa mayr'eshimen;

del lor voler no vuelh ges yeu curar;

e vos auretz en ifern malautia,

plazen a Dieu ez a santa Maria,

Mas del plazer auretz mals et afans,

per grans dolors seretz tostemps plorans.
- Mosen R., bem faytz merevilhar

que vos ajatz chauzit tant pegamen,

que Dieu volhatz metre tant a nien

qu'al sieu poder vos volhatz contrastar.

Ab pauc vos dic semla ram d'iretgia,

qu'om deu amar plus Dieu que re que sia;

mas sius membres lo mal que pres els dans

per nos salvar, nolh foratz contrastans.
- Totz homs, n'Arnautz, ques vol desesperar

sera damnatz, si la letra no men,

e vos per cert avetz tan pauc de sen

dezesperan cujatz Dieu alegrar.

Judas le fals passec per sela via;

mas yeu Ramons vuelh dels angels paria,

qu'ieu soy de Dieu per cert tan fis aymans

que, si nolh plac, el m'es fort agradans.
- Mosen Ramons, yeum cugi mielhs salvar

ins en ifern, sol qu'a Dieu sia plazen,

qu'en paradis vos en contradizen

a Dieu, quens volc a son semlan formar.

Beus mou dal cap per cert gran leujaria,

e ia dels sans non auretz cumpanhia,

e s'eneyshi perdetz Dieu els sieus sans,

valgra vos may no fossetz natz abans.
- N'Arnautz, fatz etz, e par ben al parlar,

quar en ifern non ha nulh jauzimen;

ans a per cert nueyt e jorn gran turmen.

Davitz o ditz el sauteri tot clar.

Vostra razos non es mas aurania,

tot quan disetz non es mas fantaumia;

en paradis vuelh ieu esser estans,

que sans Marx ditz que noy ha malanans.
- Mossen Ramons, mal cometreus faria

cura d'armas, fe que deg a m'amia,

Quar en ifern anariu a pas grans,

s'aytals errors lor eratz predicans.
- Amix n'Arnautz, s'il sans payres volia

qu'ieu fos rectors, yeu say que regiria

totas mas gens que no seriu errans

ni ja d'ifern, coma vos, espectans.»